# Evalljapyx helferi
Evalljapyx helferi är en urinsektsart som beskrevs av Smith 1959. Evalljapyx helferi ingår i släktet Evalljapyx och familjen Japygidae. Inga underarter finns listade i Catalogue of Life.